# Калашников, Виталий Анатольевич (кинематографист)
Виталий Анатольевич Калашников (1936—1995) — молдавский советский кинорежиссёр и кинооператор.

## Биография
Окончил операторский факультет ВГИКа (1959, мастерская Б. И. Волчека).
С 1960 года — оператор киностудии «Молдова-филм». Работа Калашникова в фильмах «Когда улетают аисты» и «Лаутары» удостоилась высокой оценки критиков и коллег.

## Призы и награды
- Лауреат Государственной премии Молдавской ССР (1976, за фильм «Дмитрий Кантемир»)[3].

## Творчество

### Документальное кино
Режиссёр-постановщик документальных фильмов «Твардица», «Будни».

### Режиссёр
- 1973 — Дмитрий Кантемир (совместно с Владимиром Иовицэ)
- 1974 — Осенние грозы

### Оператор
- 1961 — Орлиный остров
- 1962 — Путешествие в апрель
- 1964 — Когда улетают аисты
- 1965 — Дни лётные
- 1966 — Горькие зёрна
- 1970 — Смерти нет, ребята!
- 1971 — Лаутары
- 1973 — Дмитрий Кантемир
- 1974 — Осенние грозы
- 1980 — Цветы луговые
- 1983 — Я готов принять вызов